# Париж (Башкортостан)
Пари́ж (рос. Париж) — присілок (у минулому селище) у складі Кігинського району Башкортостану, Росія. Входить до складу Нижньокігинської сільської ради.
Населення — 25 осіб (2010; 25 в 2002).
Національний склад:
- татари — 92 %